# Dubravka Marković
Dubravka Duca Marković, (Beograd, 26. prosinca 1960.) TV je voditeljica, novinarka, pankerica i jedan od osnivača „novog vala“ osamdesetih godina u Beogradu. Kćer je spikerice Ljiljane Marković i TV novinara, Aleksandra Markovića. Radila je rock intervjue na radiju Studio B i bila voditeljica glazbenog televizijskog programa „Hit meseca“ (po uzoru na britanski „Top of the Pops“). Pored toga vodila je i internacionalni show „Igre bez granica“. Danas je urednica emisije „Večaras zajedno” na Radio Beograd 1. Udata je za novinara Gorana Gmitrića, a iz prvog braka ima sina Kosa Gasparija.